# Бузулук
Бузулу́к — город в Оренбургской области России, административный центр Бузулукского района, в состав которого не входит. Образует городской округ город Бузулук. До 1934 года город входил в состав Самарской губернии и Средневолжской области.
Население 88 202 чел. (2025).
Одноимённая железнодорожная станция Южно-Уральской дороги на участке Кинель — Оренбург Ташкентского железнодорожного хода.
Город расположен на западе Оренбургской области, на реках Самаре, Бузулуке и Домашке, в 252 километрах северо-западнее областного центра города Оренбурга и в 172 км юго-восточнее города Самары, в 100 км южнее города Бугуруслана, в 90 км северо-западнее города Сорочинска.
В пятнадцати километрах к северу от города расположен национальный парк «Бузулукский бор».
На северо-западной окраине города расположен спортивный аэродром.

## Этимология
Бузулукская крепость была названа так по имени реки, притока Самары. По версии Е. М. Поспелова, название реки происходило от древнетюркского бузулук, что значит «ледовый». Таким образом характеризовали небольшие реки, которые были полноводными только во время таяния снега.
Было также выдвинуто предположение, что топоним Бузулук происходил от тюркского слова бозау (телёнок) и аффикса -лык, имея исконный вид бузаулык. Тем самым, первоначальным значением этого топонима было «река Телячья». С этой версией происхождения города согласны не все исследователи — некоторые считают это поздним переосмыслением раннетюркского бузулык в значении «целина, степь».

## История
Весной и летом 1736 года Оренбургской экспедицией, под руководством обер-секретаря Сената И. К. Кирилова, были заложены ряд крепостей по реке Самаре, в том числе «Бузулуцкая». «Бузулуцкая крепость от Олшанской в 18, а от Оренбурга в 255 верстах, звание имеет от речки Бузулука, впадающей в Самару…» Крепость была расположена на месте развалин древнего башкирского городища.

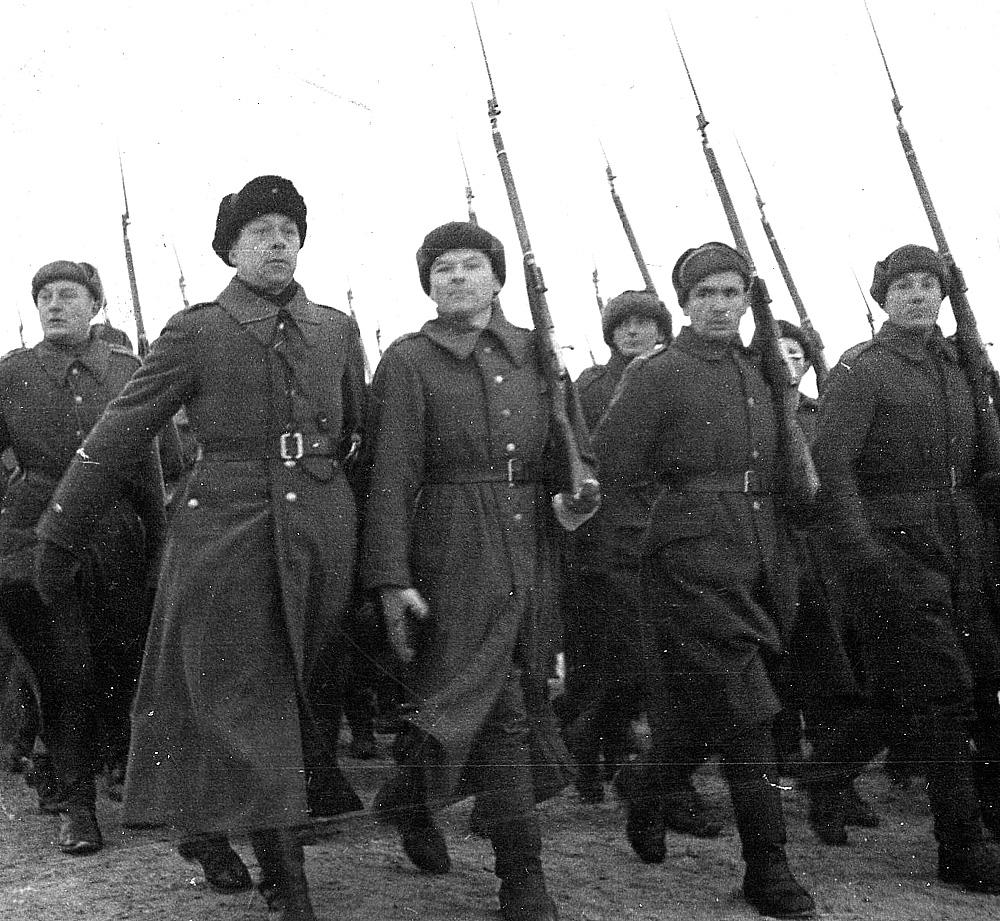
Парад польских частей армии Андерса в Бузулуке, декабрь 1941

Однако первоначальное место для крепости, около устья реки Бузулук, оказалось неудобным: весеннее половодье отрезало её от окружающего мира. Поэтому укрепление перенесли на более высокое место к реке Домашке и озеру Банному.
Крепость имела 800 сажень в окружности, первопоселенцами были «назначены 478 яицких казаков, 19 ногайцев, 12 калмыков, 47 разного звания людей, отчасти ссыльных». По свидетельству П. И. Рычкова «обыватели крепости довольствуются боровым лесом, где много водится лосей… Кроме того, имеется для хлебопашества хорошая земля и хлеба больше других производят…»
По указу 1781 года об учреждении Уфимского наместничества Бузулуцкая крепость получила статус уездного города и стала центром Бузулукского уезда.

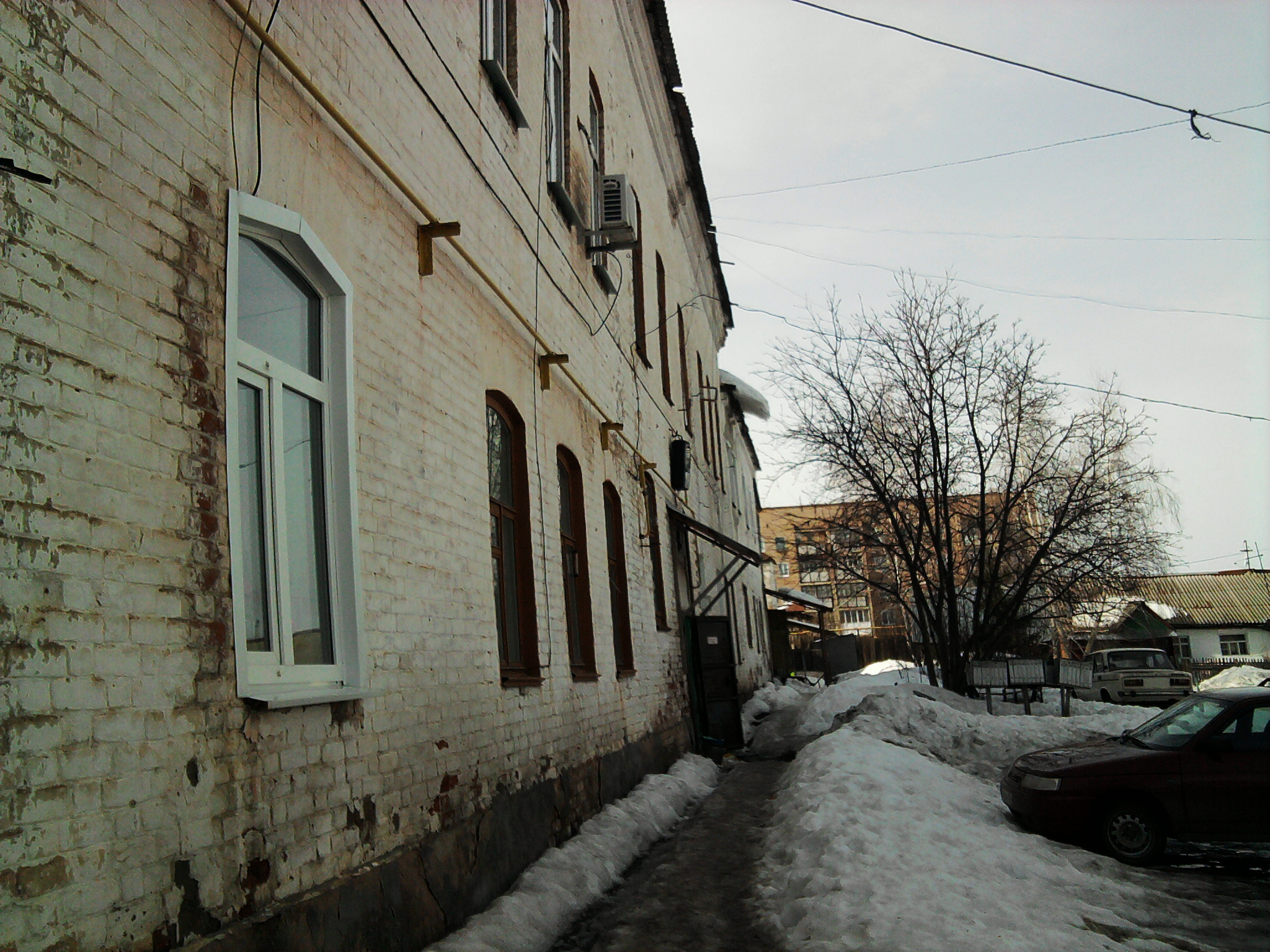
Здание в Бузулуке, построенное в 1918 году по адресу: ул. 1 Мая, дом 3

В 1811 году в городе проживало 1 000, а в 1897 году — 14 471 человек. В конце XIX века горожане преимущественно занимались торговлей. В Бузулуке ежегодно проводилось три ярмарки. Функционировал колокольный завод. В городе были Богородицкий женский и Спасо-Преображенский мужской монастыри, 5 церквей, городское трёхклассное мужское и трёхклассное женское училища, а также 2 приходских училища.
C 1851 по 1928 годы Бузулук входил в состав Самарской губернии.
Сильно пострадал от голода 1921 года.
В 1928—1929 годах город входил в состав Средне-Волжской области (с центром в Самаре), с 1929 по 1934 годы — в состав Средневолжского края (центр также в Самаре).
17 сентября 1833 г., по мнению историков и краеведов, в Бузулуке останавливался А. С. Пушкин, который и рассказал о последнем бое пугачёвцев — защитников Бузулукской крепости. 9 мая 1936 года решением Бузулукского горисполкома городской сад был переименован в городской парк имени А. С. Пушкина, в честь гениального русского поэта. На месте, где останавливался А. С. Пушкин, сегодня действует современный отель.
С 1934 года город находится в составе Оренбургской области (с 1938 по 1957 годы — Чкаловской).
Бузулук часто оказывался в центре исторических событий. В нём побывали пугачёвцы, во время Гражданской войны — армия атамана Дутова, передовые отряды армии Колчака, принимала присягу Чапаевская дивизия. Беженцам и голодающим помогали квакеры.
В годы Великой Отечественной войны в Бузулуке выпускали продукцию для фронта пять промышленных предприятий, эвакуированных из западных районов страны, были сформированы три дивизии Красной Армии, Первый отдельный Чехословацкий батальон Людвика Свободы.
В 1941 в Бузулук был эвакуирован архив Народного комиссариата обороны СССР (ныне — Центральный архив Министерства обороны Российской Федерации).
В 1941—1942 годах в СССР генерал Владислав Андерс сформировал штаб и штаб Войска Польского.

## Статус
Город Бузулук является административно-территориальной единицей (городом) области, который образует одноимённый городской округ муниципальное образование город Бузулук Оренбургской области.

## Население
| 1856    | 1897    | 1913    | 1926    | 1931    | 1939    | 1959    | 1967    | 1970    | 1973    | 1976    |
| ------- | ------- | ------- | ------- | ------- | ------- | ------- | ------- | ------- | ------- | ------- |
| 5600    | ↗14 400 | ↗16 500 | ↗24 600 | ↗29 000 | ↗42 400 | ↗54 851 | ↗63 000 | ↗67 091 | ↗70 000 | ↗75 000 |
| 1979    | 1982    | 1986    | 1987    | 1989    | 1992    | 1996    | 1998    | 2000    | 2001    | 2002    |
| ↗76 013 | ↗79 000 | ↗81 000 | ↗82 000 | ↗83 994 | ↗85 800 | ↗87 000 | ↗87 100 | ↘86 700 | ↘86 600 | ↗87 286 |
| 2003    | 2004    | 2005    | 2007    | 2008    | 2009    | 2010    | 2011    | 2012    | 2013    | 2014    |
| ↗87 300 | ↘87 200 | ↘87 100 | ↗87 700 | ↗88 900 | ↗89 263 | ↘82 904 | ↘82 900 | ↗83 326 | ↗84 088 | ↗84 671 |
| 2015    | 2016    | 2017    | 2018    | 2019    | 2020    | 2021    | 2025    |         |         |         |
| ↗85 199 | ↗85 896 | ↗86 316 | ↘86 187 | ↘86 050 | ↗86 103 | ↗88 341 | ↘88 202 |         |         |         |

На 1 января 2025 года по численности населения город находился на 187-м месте из 1124 городов Российской Федерации.
Бузулук — третий по численности населения город Оренбургской области (86 042 чел.) после Оренбурга (572 819 чел.) и Орска (224 814 чел.).

## География

### Часовой пояс
Бузулук, как и вся Оренбургская область, находится в часовой зоне МСК+2. Смещение применяемого времени относительно UTC составляет +5:00.

### Климат
Бузулук расположен в умеренных широтах. Климат в городе — континентальный.
Среднегодовые климатические показатели Бузулука:
- Среднегодовая температура: +5,4 °C.
- Среднегодовая скорость ветра: 4,7 м/с.
- Средняя относительная влажность воздуха: 73 %.
- Среднегодовая сумма осадков: 450,3 мм.

| Показатель                                                   | Янв.  | Фев.  | Март  | Апр. | Май  | Июнь | Июль | Авг. | Сен. | Окт.  | Нояб. | Дек.  | Год  |
| ------------------------------------------------------------ | ----- | ----- | ----- | ---- | ---- | ---- | ---- | ---- | ---- | ----- | ----- | ----- | ---- |
| Абсолютный максимум, °C                                      | 2,4   | 3,0   | 17,5  | 30,0 | 34,7 | 37,3 | 39,3 | 40,3 | 34,3 | 23,3  | 15,3  | 5,3   | 40,3 |
| Средний суточный максимум, °C                                | −8,5  | −6,6  | 0,0   | 13,3 | 23,4 | 27,4 | 29,6 | 28,4 | 20,7 | 10,2  | 1,8   | −4,9  | 11,2 |
| Средняя температура, °C                                      | −12,2 | −11,1 | −4,4  | 7,3  | 16,3 | 20,4 | 22,3 | 20,9 | 14,0 | 5,5   | −1,2  | −7,9  | 5,8  |
| Средний суточный минимум, °C                                 | −15,8 | −15,2 | −8,6  | 1,9  | 9,1  | 13,0 | 14,6 | 13,7 | 8,1  | 1,6   | −3,8  | −10,8 | 0,6  |
| Абсолютный минимум, °C                                       | −38   | −35   | −30,6 | −11  | −0,7 | 1,2  | 4,6  | 1,6  | −2,6 | −11,2 | −23,2 | −36,8 | −38  |
| Норма осадков, мм                                            | 28    | 23    | 30    | 36   | 22   | 45   | 34   | 42   | 38   | 36    | 40    | 37    | 411  |
| Средняя влажность, %                                         | 79    | 78    | 79    | 64   | 54   | 56   | 57   | 59   | 66   | 73    | 82    | 84    | 69   |
| Источник: Погода и Климат (компиляция данных с метеостанции) |       |       |       |      |      |      |      |      |      |       |       |       |      |

## Экономика

### Бузулуктяжмаш
Бузулукский завод тяжёлого машиностроения был основан на базе мастерских военно-технического отряда, был создан чугунолитейный и механический завод Самарского селькредсоюза. Новая история предприятия начинается в августе 1941 г., когда части Бежицкого завода (г. Брянск) «Красный Профинтерн» были эвакуированы в Бузулук. В короткое время в тяжелых условиях было налажено производство боеприпасов и другой продукции для фронта.
В послевоенное время завод начал перестраивать своё производство. Начиная с 1947 года со стапелей сборочного цеха начали сходить первые буровые станки. В результате тесного сотрудничества коллектива завода с институтами «Гипроуглеавтоматизация», «Гипромагобогощение», Институтом Горного Дела им. А. А. Скочинского и др. был пройден путь создания станков от канатно-ударного действия к более прогрессивным и высокоэффективным станкам огневого, шарошечного бурения.
За успешное освоение горнобурового оборудования Бузулукский завод тяжелого машиностроения 22 сентября 1972 г. Указом Президиума Верховного Совета СССР был награждён орденом «Знак Почёта».
В 60-70 годы прошлого столетия Бузулуктяжмаш становится ведущим предприятием города, где работало более трёх тысяч человек. Завод активно строился. Возводились новые цеха, пятиэтажные жилые дома, общежития, детские сады, профилакторий, Дом Культуры «Машиностроитель». Завод принимал долевое участие в финансировании строительства водопровода, асфальтировании городских улиц.
В январе 2015 г. Арбитражный суд Оренбургской области признал Бузулукский завод тяжелого машиностроения банкротом. Огромные производственные площади в центре города с железнодорожными ветками, котельной, электрической подстанцией превратились в заброшенную часть города. После распродажи имущества завода, земля под ним была выкуплена. Окружающая территория приведена в порядок, идёт строительство многоквартирных домов.

### БЛВЗ
Бузулукский ликёро-водочный завод был построен в 1901 году и существовал как государственное предприятие.

### Прочее

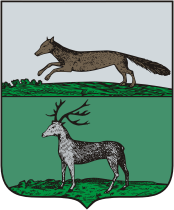
Герб (1782)

В 1960-е годы началось освоение бузулукских нефтяных месторождений. В 1973 году бузулукская нефть по магистральному нефтепроводу «Дружба» вышла на международный рынок. Город стали называть нефтяной столицей Оренбуржья. В нём появились посёлок Нефтяников и улица Нефтяников.
В Бузулуке 17 учреждений здравоохранения.
В августе 2005 года Бузулук стал лучшим муниципальным образованием Оренбургской области по экономическим показателям развития, а в сентябре 2005 года признан победителем 4-го всероссийского конкурса экономического развития «Золотой рубль» в Приволжском Федеральном округе в номинации «Средний город». В дальнейшем ни одной награды город не получил.

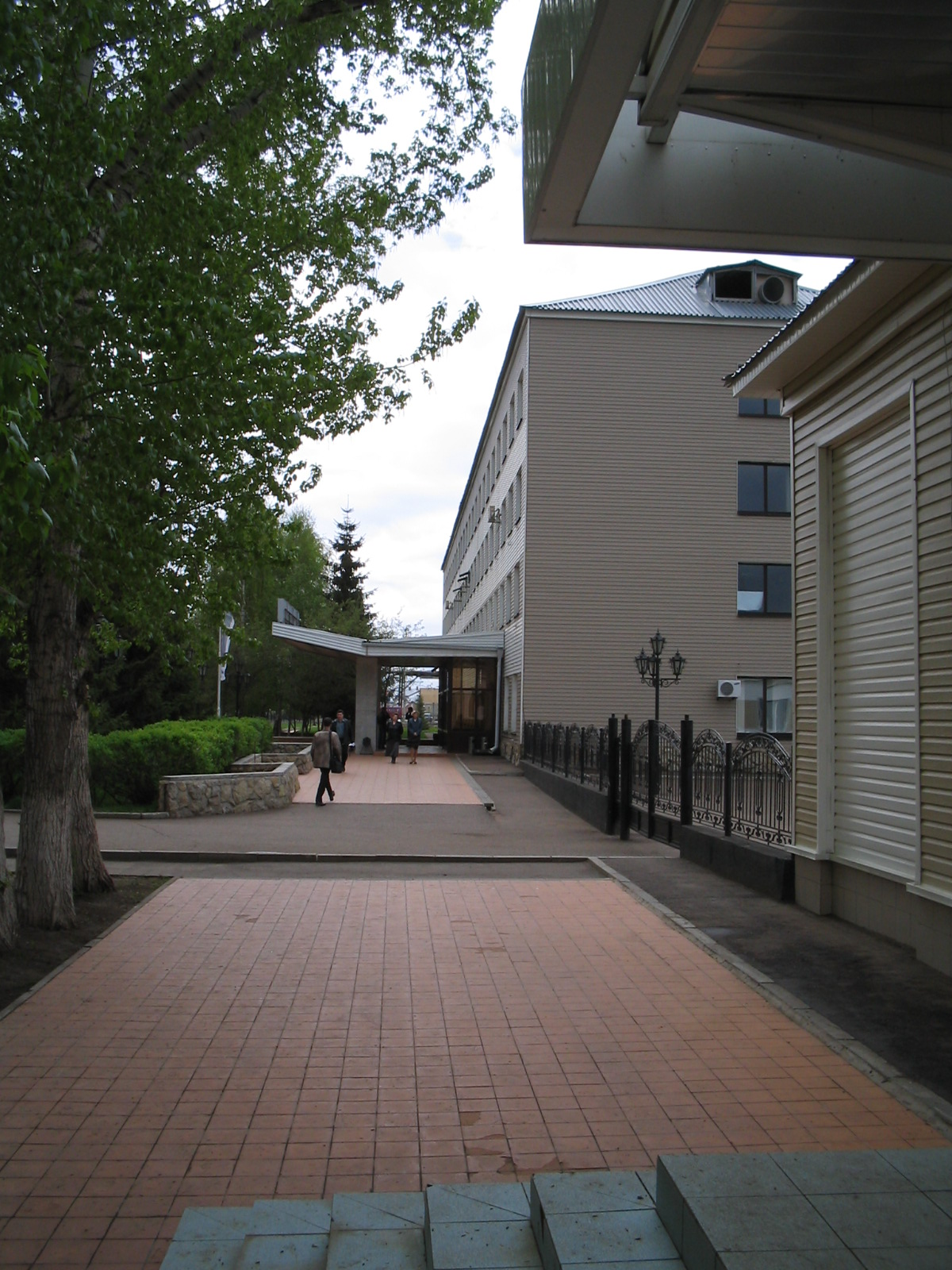
Здание управления ОАО «Оренбургнефть» в Бузулуке.

## Образование
В городе действует 29 учреждений дошкольного образования, 12 общеобразовательных школ, из которых 1 начальная, 2 основные и 9 средних, 3 специальных коррекционных школы, 1 гимназия, вечерняя школа, УПК, центр социально-психологической помощи населению, 4 учреждения дополнительного образования. За последние годы[когда?] в Бузулуке увеличилось количество граждан с высшим образованием. Единственное в городе высшее учебное заведение — Бузулукский гуманитарно-технологический институт (филиал Оренбургского государственного университета).
В систему среднего специального образования входят 8 средних специальных учебных заведений: Бузулукский финансово-экономический колледж (филиал Финансового университета при Правительстве РФ (Москва)), строительный, педагогический, медицинский колледжи, колледж промышленности и транспорта, лесной, гидромелиоративный техникум, музыкальное училище.
Восемь библиотек централизованной городской библиотечной системы (создана в 1976 году) обладают большим литературным и учебным фондом.

## СМИ
Газета «Российская провинция». Первый номер вышел 6 января 1918 года как газета «Известия Бузулукского Совета рабочих, солдатских и крестьянских депутатов». С 12 декабря 1918 года по 4 ноября
1922 года — «Коммунистическая жизнь», с 7 ноября — «Землероб». С 1 января 1936 года по 1991 год — «Под знаменем Ленина». С 1992 года современное название.

## Достопримечательности

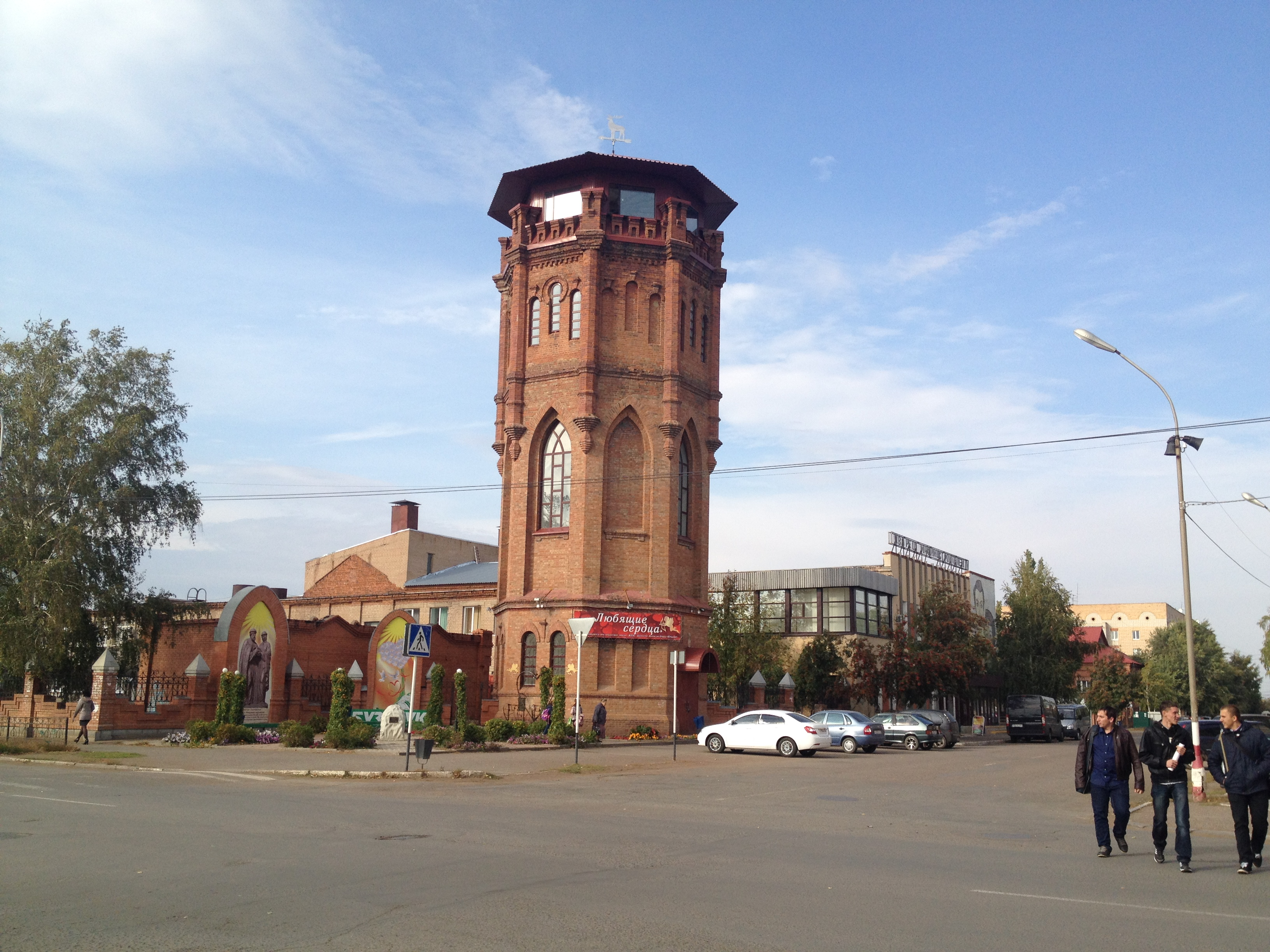
Водонапорная башня

Работает историко-краеведческий музей, расположенный в центре города в здании, построенном купцом Подрезовым в начале XX века. В экспозиции музея есть произведения русского художника Ф. Малявина, предметы, связанные с земляком-космонавтом Ю. Романенко, с бытом и этнографией, коллекция сарматских мечей.
Водонапорная башня постройки 1903 года.
В 2021 году была завершена реставрация парка им. А. С. Пушкина, находящегося на берегу р. Самара. Парк стал любимым местом для прогулок для большинства его жителей.
Также в городе завершилась реставрация Аллеи «Дружба» и Площади Дружбы. Рядом с Площадью Дружбы был построен Свято-Троицкий кафедральный собор.
Ул. Ленина(от ул. Рожкова до ул. 1 Мая) также была отреставрирована, квартал от ул. Отакара Яроша до ул. Максима Горького стал пешеходным. Этот квартал стал частью Троицкого Парка, который также был отреставрирован. Ул. Ленина стала хорошим местом для прогулок.

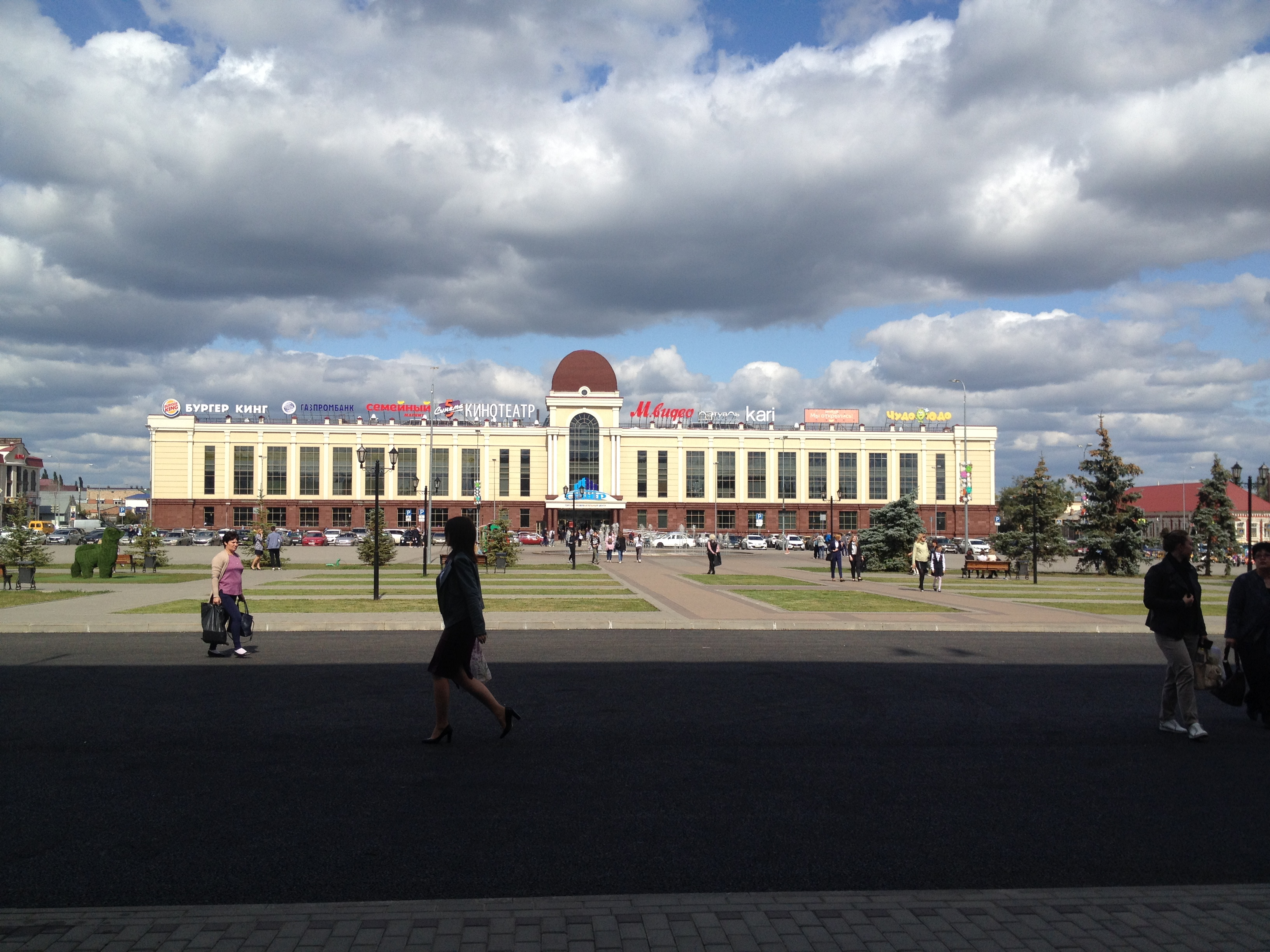
Торгово-развлекательный центр «Север»

## Бузулук в культуре
Город упоминается в песне «Я была с моим народом» группы «Умка и Броневичок»: «Мимо ехал, мимо мчался/Славный город Бузулук», в стихотворении «Может, это конец нескончаемых мук…» Михаила Алиевского, в романе Алдан-Семёнова «Красные и белые», в книге Николая Кондратьева «Маршал Блюхер», повести Александра Неверова «Ташкент — город хлебный» (1923 г.) и фильме «Ташкент — город хлебный» (1968 г.).
Некоторые действия романа Даута Юлтыя «Кровь» (баш. Ҡан) происходят в Бузулуке.
В романе Валентина Пикуля «Баязет»: "В чемодане, заваленном грязным бельём и пустыми бутылками, откопали и зелёненькую книжечку генерала Безака, ставшую уже легендарной. Пацевич не соврал: она действительно оказалась в переплёте зелёного цвета, причём на титульном листе её стояла даже дарственная надпись самого автора: «Г-ну Пацевичу в знак памяти о стерляди, съеденной 23 августа 1869 года на станции Бузулук в присутствии его высокопревосходительства сенатора К. И. Влахопулова. Признательный за угощение автор».
В повести Алексея Толстого «Детство Никиты»: «Вечером Никита рассматривал картинки в „Ниве“ и читал объяснения к картинкам. Интересного было мало. <…> Следующая картинка изображала вид города Бузулука: верстовой столб и сломанное колесо у дороги, а вдалеке — дощатые домики, церковка и косой дождь из тучи.»
В память о начале формировании в 1942 году чехословацкой армии в городе Бузулуке в Чешской Республике одна из центральных улиц города Прага носит название — ul. Buzulucká.

## Спорт
- Футбольный клуб «Газовик»
- Футбольный клуб «Нефтяник»
- Футбольный клуб «Водник»
- Женский футбольный клуб «Бузулучанка»
- Хоккейный клуб «Кристалл»
- Самбист Александр Ульянин
- Призёр мировых соревнований по смешанным единоборствам (Сморудов Вадим Витальевич)
- Призёры олимпиад и мировых соревнований по прыжкам в воду (Доброскок Александр Михайлович, Доброскок Дмитрий Михайлович)

## Пенитенциарное учреждение
В настоящее время в городе осуществляет свою деятельность женская исправительная колония № 2 УФСИН России по Оренбургской области. Была размещена на территории, ранее принадлежавшей Спасо-Преображенскому монастырю. 23 августа 1936 года на базе монастыря создана колония-коммуна для беспризорников, детей репрессированных родителей. С октября 1941 года по 1950 годы в детской трудовой колонии отбывали наказание несовершеннолетние осуждённые. В декабре 1950 года Бузулукская трудовая колония для осуждённых несовершеннолетних осужденных была реорганизована в трудовую воспитательную колонию для мальчиков на 250 мест. В 2011 году перепрофилирована в исправительную колонию общего режима для отбывания наказания осуждёнными женщинами с лимитом наполнения 300 человек, также создан участок колонии-поселения с лимитом наполнения 50 человек.
На территории жилой зоны имеется клуб, библиотека для осуждённых, с 1998 года оборудована молельная комната. Имеется подсобное хозяйство многопрофильного характера, где осуществляется выращивание овощных культур и производство мяса (свиньи и крупный рогатый скот, овцы, гуси, утки, куры-несушки). Основной вид продукции, выпускаемой на участках центра трудовой адаптации осуждённых, — швейные изделия: форма, одежда для спецконтингента; выполняются заказы сторонних организаций. Налажено производство кондитерских и хлебобулочных изделий, минеральной воды, пиломатериалов.

## Награды
- Орден Красной Звезды (ЧССР, 1972)[46][47]
- Орден «Знак Почёта» (1986)
- Город трудовой славы (2016)